# Fanfoué des Pnottas
Fanfoué des Pnottas est une bande dessinée créée en 1993 par Félix Meynet (scénario et dessins), auteur chablaisien savoyard, pré-publiée dans le journal Le Messager, distribué dans la même région. La série est éditée chez Horizon BD.

## Historique
Durant l'hiver 1989, Félix Meynet est moniteur de ski. Un ami restaurateur lui demande de dessiner un personnage typiquement savoyard pour présenter publiquement son tout nouvel établissement, Félix décide alors de créer le vieillard dont il est question ici et qui verra véritablement le jour quatre ans plus tard en 1993. En mars de la même année, il propose au Messager de publier des gags, ce qui est finalement accepté même si la rédaction trouvait que le personnage semblait vieux et démodé. Mais, en seulement quelques semaines, Fanfoué obtient un grand succès, et, quelques années plus tard, Meynet, fort de cela, publie des produits dérivés, publicités, séries dérivées (par exemple Les Polars savoyards, série policière) ou messages de recommandation au randonneur sur les parkings de montagne du département haut-savoyard, tournant autour le thème de la région savoyarde, en reprenant le plus souvent le personnage de Fanfoué d'une manière ou d'une autre.

## Personnages
- Fanfoué

Vieux savoyard, séducteur incroyable qui passe le plus clair de son temps dans les montagnes avec sa vache Mirabelle et/ou en compagnie de charmantes jeunes femmes aux charmes ravageurs. Philosophe, sage, n'hésitant pas à prodiguer des conseils aux touristes, et plutôt sportif Fanfoué est malheureusement aussi bien attiré par la bouteille.
- Les pin-ups

Jeunes femmes accompagnant Fanfoué dans ses élucubrations, comme Babette, une rouquine aux formes généreuses qui revient souvent.
- Mirabelle

Vache confidente de Fanfoué.

## Hommage
En 1997, Enrico Marini rend un hommage soutenu à Félix Meynet dans son album de la série Gipsy, Les yeux noirs : on y retrouve Fanfoué, Mel et Mirabelle, ainsi que Félix « le rocher savoyard » (Meynet, caricaturé en capitaine de l'équipe de France de football, n'est pas explicitement nommé mais fortement reconnaissable).
Une voie d'escalade ouverte en 2002 porte le nom de « Fanfoué des Pnottas » sur la falaise de la Colombière.

## Analyse
Au-delà de la qualité des dessins de Meynet, surtout en ce qui concerne ses pinups, on peut facilement deviner les évidentes références au pays savoyard, notamment les différents alcools, les traditions (fêtes...) mais aussi les expressions typiques. Le personnage de Fanfoué est aussi à lui seul une référence à cela, de par son caractère plutôt sportif et fort en gueule tel qu'est le cliché savoyard dans la plupart des esprits.
Avec cette série, on peut véritablement affirmer que Meynet a lancé une mode de la « bande dessinée savoyarde » qui va continuer avec par exemple : Les expressions savoyardes en BD de Laurent Fiorese, ou bien les ouvrages de Pascal Roman (qui aida notamment Meynet pour Le Reblochon qui tue).

## Albums
Série originale
- Dîeu, les femmes... la fondue (1993)
- Gentiane et petites Pépées (1995)
- Fondues Déchaînées (1996)
- Tomme III (1997)
- Fanfoué casse la Baratte (1998)
- Techno Musette Party (2001)
- Tant qu'il y aura des Tommes (2002)
- Je Stemme, moi non plus ! (2006)
- À Cor Perdu ! (2007)
- Jour de tartiflette (2008)

Les Polars savoyards
- Le Reblochon qui Tue (1998) (avec Pascal Roman)[5]
- Pas de Ripaille pour Fanfoué (2004)
- Meurtres en Abondance (2006)